# سهره سبز ویتنامی

سهره سبز ویتنامی (نام علمی: Chloris monguilloti)، یک پرنده گنجشک‌سان کوچک از خانواده سهرگان است که تنها در فلات دا لات در جنوب ویتنام یافت می‌شود. زیستگاه طبیعی آن جنگل کاج کوهستانی باز و بوته‌زار است. نابودی زیستگاه آن را تهدید می‌کند.